# Thomas Löffler
Thomas Löffler (* 1. Mai 1989) ist ein ehemaliger österreichischer Fußballspieler und jetziger -trainer.

## Karriere
Thomas Löffler wuchs in der Tiroler Gemeinde Fritzens auf, bei dessen Fußballverein er sein Handwerk erlernte. 2006/07 in der sechstklassigen Gebietsliga aktiv, wurde der damals 18-Jährige im Sommer 2007 an den Regionalligisten SV Hall verliehen. Dort gehörte der Mittelfeldspieler zum fixen Bestandteil des Kaders und kam in 26 der 30 Meisterschaftsspiele zum Einsatz.
Nach dieser Saison, die der SV Hall auf Tabellenplatz vier beendete, wechselte Thomas Löffler im Juni 2008 ablösefrei zum Bundesligaabsteiger FC Wacker Innsbruck, bei dem er einen Zweijahresvertrag unterschrieb. Sein Erste-Liga-Debüt feierte er am 26. September 2008 gegen den FC Lustenau, als er in der 82. Minute eingewechselt wurde. Das erste Tor für die Innsbrucker erzielte Löffler am 17. März 2009, als er wiederum in der 82 Minute ins Spiel kam und drei Minuten später den 1:0-Auswärtssieg gegen den 1. FC Vöcklabruck fixierte. Ganz durchsetzen konnte sich der Mittelfeldspieler in seiner ersten Saison beim FC Wacker Innsbruck allerdings noch nicht; bislang stand er erst einmal in der Startelf, wurde einige Male eingewechselt und kommt ansonsten in der zweiten Mannschaft in der viertklassigen Tiroler Liga zum Einsatz.
Mit dem FC Wacker Innsbruck wurde Löffler in der Saison 2009/10 mit zwei Punkten Vorsprung auf den FC Admira Wacker Mödling Meister der zweitklassigen österreichischen Ersten Liga und stieg somit mit dem Team in die Bundesliga auf.

## Erfolge
- 1× Meister der zweitklassigen Ersten Liga: 2009/10